# Lake Apopka
Lake Apopka ist ein See im Lake County und im Orange County im US-Bundesstaat Florida. 
Der See hat eine Fläche von 122 km². Am Ufer liegen die Städte Montverde und Ferndale im Lake County sowie Apopka, Ocoee, Winter Garden und Oakland im Orange County.
Das Wasser des Sees ist stark verschmutzt. Eine Reihe der Gesetze aus den 1980er und den 1990er Jahren wie das Lake Apopka Restoration Act (1985), das Surface Water Improvement and Management Act (1987) und das Lake Apopka Improvement and Management Act (1996) haben zum Ziel, die Wasserqualität zu verbessern. Die Anstrengungen werden durch die Behörde St. Johns River Water Management District koordiniert.